# 神戸市立本山第二小学校
神戸市立本山第二小学校（こうべしりつ もとやまだいにしょうがっこう）は、兵庫県神戸市東灘区にある公立小学校。

## 沿革
- 1933年（昭和8年）4月1日 - 校舎落成・本山村立本山第二尋常小学校開校式
- 1937年（昭和12年）3月 - 校旗制定
- 1940年（昭和15年）7月 - 校庭南側約800坪を農地開設
- 1941年（昭和16年）4月 - 学制改革により本山第二国民学校と改称
- 1943年（昭和18年）5月 - 水練場（プール）竣工
- 1947年（昭和22年）4月 - 学制改革により本山第二小学校と改称
- 1950年（昭和25年）10月 - 神戸市へ合併。神戸市立本山第二小学校と改称。
- 1953年（昭和28年）9月 - 校歌制定
- 1955年（昭和30年）7月 - 西校舎（木造）落成
- 1971年（昭和46年）4月 - 学年別色彩名札を制定
- 1975年（昭和50年）8月 - 東校舎竣工
- 1979年（昭和54年）4月 - 給食室完工
- 1984年（昭和59年）3月 - 西校舎（鉄筋コンクリート）完工
- 1995年（平成7年）
  - 1月17日 - 阪神淡路大震災。本館破損。
  - 1月31日 - 天皇・皇后、震災被災者の避難所となった本校視察のため訪問。
  - 2月20日 - 学校再開
  - 3月24日 - 運動場にて卒業式を行う
  - 6月26日 - 神戸市立本山第一小学校にて水泳授業
  - 8月12日 - 避難所解消[要出典]
- 1996年（平成8年）4月 - 仮設校舎建設工事開始
- 1997年（平成9年）11月 - 新校舎入校式
- 2006年（平成18年） - 教室不足のため、西館南側に仮設校舎を建設
- 2009年（平成21年） - 東館耐震補強工事が行われる
- 2020年（令和２年）-東側の塀の一部コンクリートで補強される
- 2020年（令和２年）-新型コロナウイルスの影響で運動会や音楽会が違う形になる。

## 通学区域
神戸市東灘区。
- 神戸市立本山中学校
  - 岡本3 - 4丁目・7丁目（1～9番・13番1～18号を除く）・8 - 9丁目、西岡本、本山町（岡本[2]・野寄）
- 神戸市立本山南中学校
  - 田中町3 - 5丁目

## 校区内の主な施設
- 甲南大学 岡本キャンパス
- 神戸市立本山中学校
- 神戸市立本山南中学校
- 岡本公会堂
- 本山西地域福祉センター
- 二楽荘跡

## 交通
- 阪急神戸本線 岡本駅
- JR摂津本山駅

## その他
- 本館は、冷暖房が完備している。東館、西館は冷暖房は設置されていない。（一部設置）
- 体育館は2階構造で、1階が本山第二小学校、2階が隣接する神戸市立本山中学校が使用。
- 学習園西側には、震災資料室としてログハウスが設置されている。

## 通学区域が隣接している学校
- 神戸市立本山第三小学校
- 神戸市立本山第一小学校
- 神戸市立福池小学校
- 神戸市立魚崎小学校
- 神戸市立住吉小学校
- 神戸市立渦が森小学校
- 神戸市立六甲山小学校